# Rali da China
Rali da China era uma das etapas do Campeonato Mundial de Rali (WRC).

## Descrição
Rali da China é o maior evento de ralis na China. A primeira prova foi em 1997, e foi introduzido no Campeonato Mundial de Rali em 1999. Já no ano seguinte deixou de ser etapa do WRC e passou a fazer parte do Asia-Pacific Rally Championship (APRC).
O Rali voltou a fazer parte do calendário mundial em 2016 mas ror motivos de força maior, de acordo com os organizadores, a sua edição foi cancelada.

## Vencedores
| Ano  | Nome                        | Datas                 | Vencedor              | Carro                            | Campeonato       |
| ---- | --------------------------- | --------------------- | --------------------- | -------------------------------- | ---------------- |
| 1997 | 1st China Rally             | 11–13 Julho           | Colin McRae           | Subaru Impreza WRC 97            | Candidato ao WRC |
| 1998 | 2nd China Rally             | 2–4 Outubro           | Yoshio Fujimoto       | Toyota Celica GT-Four ST205      | Candidato ao WRC |
| 1999 | 3rd China Rally             | 17–19 Setembro        | Didier Auriol         | Toyota Corolla WRC               | WRC              |
| 2000 | 4th 555 China Rally         | 7–9 Novembro          | Peter 'Possum' Bourne | Subaru Impreza WRX               | APRC             |
| 2001 | 5th Rally of China Shaoguan | 20–22 Outubro         | Nico Caldarola        | Mitsubishi Lancer Evolution VI   | APRC             |
| 2002 | 6th Rally of China Shaoguan | 19–21 Outubro         | Karamjit Singh        | Proton Pert                      | APRC             |
| 2004 | 7th TCL China Rally Huizhou | 22–24 Outubro         | Katsuhiko Taguchi     | Mitsubishi Lancer Evolution VIII | APRC             |
| 2005 | 8th China Rally Shaoguan    | 26–28 Novembro        | Jussi Välimäki        | Mitsubishi Lancer Evolution VIII | APRC             |
| 2006 | 9th China Rally Shaoguan    | 24–26 Novembro        | Cody Crocker          | Subaru Impreza WRX STi           | APRC             |
| 2007 | 10th China Rally Shaoguan   | 09-11 Novembro        | Cody Crocker          | Subaru Impreza WRX STi           | APRC             |
| 2008 | 11th China Rally Shaoguan   | 08-9 Novembro         | Cody Crocker          | Subaru Impreza WRX STi           | APRC             |
| 2009 | 12th China Rally            | 14–15 Novembro        | Cody Crocker          | Subaru Impreza WRX STi           | APRC             |
| 2010 | 13th China Rally            | 6–7 Novembro          | Yuya Sumiyama         | Mitsubishi Lancer Evolution X    | APRC             |
| 2011 | 14th China Rally            | 4–6 Novembro          | Alister McRae         | Proton Satria Neo S2000          | APRC             |
| 2012 | 15th China Rally            | 26–28 Outubro         | Alister McRae         | Proton Satria Neo S2000          | APRC             |
| 2013 | 16th China Rally            | 2–3 Novembro          | Esapekka Lappi        | Škoda Fabia S2000                | APRC             |
| 2014 | 17th Rally China Longyou    | 7–9 Novembro          | Chris Atkinson        | Volkswagen Golf SCRC             | APRC             |
| 2015 | 18th Rally China Longyou    | 30 Outubro–1 Novembro | Pontus Tidemand       | Škoda Fabia R5                   | APRC             |
| 2016 | 19th Rally China Beijing    | 8–11 Setembro         | Rali cancelado        | Rali cancelado                   | WRC              |